# Plegadis
Plegadis es un género de aves pelecaniformes perteneciente a la familia Threskiornithidae que incluye tres especies de ibis que reciben el nombre común de moritos. El término Plegadis procede de la palabra griega plegados, que significa «hoz», en alusión a la forma curvada característica del pico de estos ibis.

## Especies
Se conocen tres especies de Plegadis:
- Plegadis falcinellus - Morito común (Eurasia, África, Australasia y Caribe);
- Plegadis chihi - Morito cariblanco (América);
- Plegadis ridgwayi - Morito de la Puna (Sudamérica).